# Uwały Syberyjskie
Uwały Syberyjskie (ros. Сибирские Увалы, Sibirskije Uwały) – wał wzniesień morenowych w azjatyckiej części Rosji ciągnący się równoleżnikowo na Nizinie Zachodniosyberyjskiej, na długości ok. 900 km, od rzeki Ob na zachodzie po rzekę Jenisej na wschodzie. Stanowi dział wodny między dopływami środkowego Obu a rzekami spływającymi na północ do Zatoki Obskiej. Średnia wysokość od 100 w części zachodniej do 250 m n.p.m. w części wschodniej. Najwyższy punkt osiąga wysokość 285 m n.p.m. Uwały zbudowane z osadów fluwioglacjalnych. Porośnięte tajgą świerkową, modrzewiową i sosnową, która w części środkowej przechodzi w rzadkie lasy modrzewiowe. Znaczną powierzchnię zajmują bagna.